# ポリティーク
ポリティーク（フランス語: Politique、英語: Politique）とは、16世紀の宗教戦争とくにフランスのユグノー戦争の時代に現れた、国家を重視し、宗教よりも世俗の秩序を優先させる、いいかえれば宗教上の寛容によって内戦を終結させる思想、およびそのような考え方に立つ政治勢力。

## 概要
ポリティークとは、王国の統一のためにはカトリック・プロテスタントの両教徒は教理を超えて市民として平和的に共存すべきだとするもので、政教分離原則（ライシテ）の土台となる考え方のひとつである。ポリティークの支持者は官僚層やブルジョワジーに多く、宗派の争いによる政治の混乱を避けた。

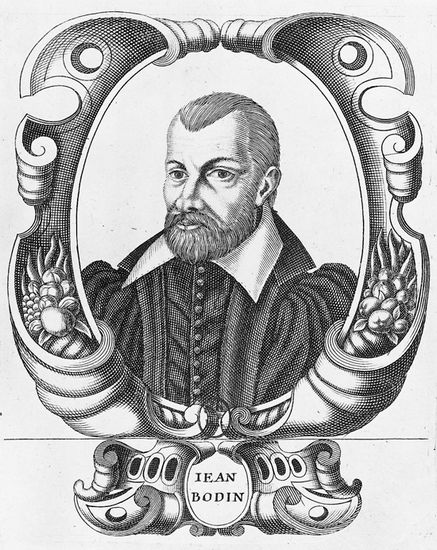
国家主権の理論を定式化したジャン・ボダン

ポリティークの代表的論者はジャン・ボダンであった。ボダンはサン・バルテルミの虐殺（1572年）後に著した『国家論六編』（1576年）において、「見えざる主権」の概念を定立し、国家を「多くの家族とそれらの間で共通の事柄との主権的権力を伴った正しい統治」と定義する。家族は家父長のもとに統治され、さらに家族相互の武力抗争の結果、勝った者が主権者となり、勝利者に従っていたものが国民になり、負けた者は奴隷になるという図式を提示した。ここでの「国民」（citoyen）とは、他人の主権に依存するが、しかし自由な「臣民」（sujet）なのであった。ボダンは中世的な国王大権を発展させて、主権概念をつくった。
この主権とは、国家を支配-被支配の関係で捉えた際に支配者側が持つ絶対的な権限のことで、国家にあっては国王にのみ固有のものである。彼は、猖獗をきわめた宗教戦争に対する反省から、「家族においても国家においても主権者はただ1人でなければならない」とし、これに反するいかなる説も「暴君による悪政にも劣る放埓なアナーキー」の状態を招くとしてこれを断罪した。具体的には、同時代のモナルコマキ（暴君放伐論）がここでは意識されている。彼によれば、「国家の絶対的な権力が主権」なのであり、「主権による統治が国家」であった。つまり主権は国家そのものと不可分である。要するに、伝統的な封建制や従来の身分制社会では、国王と末端の被支配者である人民との間に、大貴族や群小の領主のように中間権力が存在したが、ボダンは主権概念を設定することによって、中間権力を排除して、支配者と被支配者の二者関係で国家を定義した。
その意味で、ポリティークの考え方は決して民主主義的とはいえないが、国家の世俗性と宗教の個人性・内面性、主権国家を指向する点で近代的性格を有しているものと評価される。
信仰的にはカトリックにとどまりつつもローマ教皇庁からは一定の距離を置くガリカニスム、すなわちフランス教会自立主義を奉じる人びとの多くも、ポリティークの思潮に加わった。ローマ教皇や神聖ローマ皇帝に対してはフランス国家の独立を掲げ、国内にあっては神から直接権限を委託された存在としてフランス王権の強化を図ろうとするこのグループが、宗教戦争を勝ち抜いたアンリ4世の周囲でブルボン朝による国政の主流を担うことになる。16世紀後半におけるヨーロッパ国際政治の焦点であったユグノー戦争は、王国分裂と外国勢力介入という危機のなかで主権国家の論理を明確なかたちで立ち上げた。フランスにあっては、それが絶対王政というかたちとなって次代に展開していくのである。